# Батопилас
Батопилас (исп. Batopilas) — посёлок в Мексике, штат Чиуауа, входит в состав муниципалитета Батопилас и является его административным центром. Численность населения, по данным переписи 2010 года, составила 1220 человек.

## Общие сведения
Название Batopilas с языка тараумара можно перевести как закрытая река.
Поселение было основано в 1708 году Педро де ла Крусом, как рабочий посёлок при рудных шахтах.

## Фотографии

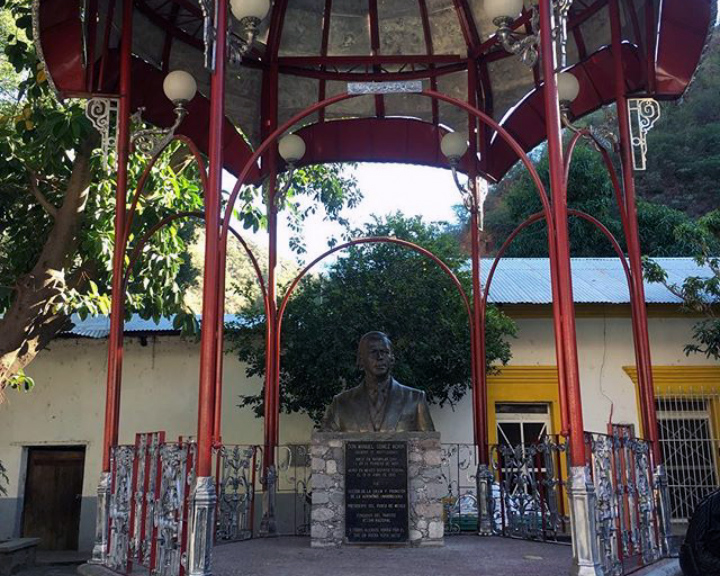
Беседка в центре посёлка
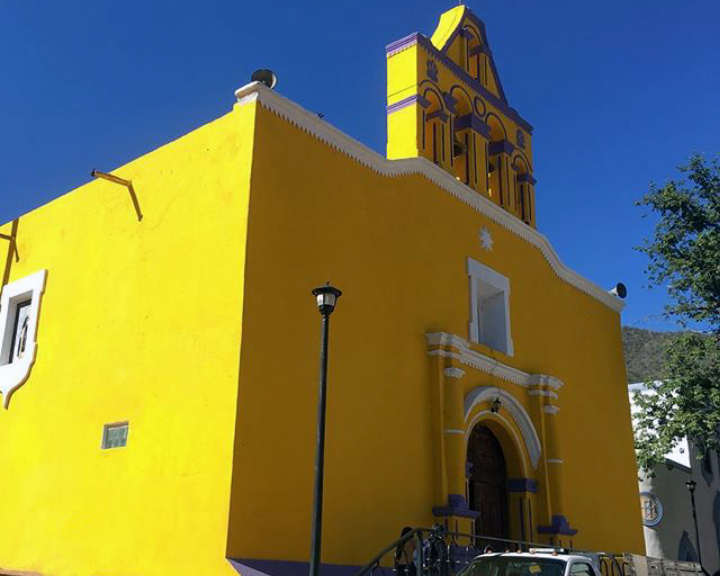
Церковь Богородицы Карменской